# Darwins vos
Darwins vos (Lycalopex fulvipes) is een hondachtige uit het geslacht Lycalopex.

## Kenmerken
Darwins vos heeft een donkerbruine vacht met rode plekken op de kop en in het gezicht. De keel en de buik zijn meestal wit. De poten zijn korter dan die van de soorten die op het vasteland wonen en ze kunnen 2 tot 4 kg wegen; een stuk lichter dan de Patagonische vos (P. griseus) die 5 tot 10 kg kan wegen. Er werd lang beweerd dat Darwins vos een ondersoort was van de Patagonische vos, maar een genetische analyse heeft aangewezen dat Darwins vos een aparte soort is.

## Leefwijze
Het voedselpatroon bestaat voornamelijk uit kleine zoogdieren, reptielen, kevers en ongewervelden. Als er geen dieren in de buurt zijn, worden er ook wel vruchten en bessen gegeten. Heel soms eten ze ook vogels en amfibieën, maar het liefste eten ze die niet.

## Verspreiding
Hij komt voor op het eiland Chiloé en op het vasteland van Chili in het Nationaal Park Nahuelbuta dat in de regio Araucanía ligt.
Darwins vos werd voor het eerst gezien in 1834 op San Pedro Island, voor de kust van Chili, door Charles Darwin.

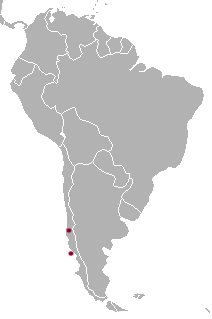
Verspreidingsgebied van de Darwins vos